# 2. HMNL 2000./01.
Druga hrvatska malonogometna liga za sezonu 2000./01.

## Ljestvice

### Jug
| mj | klub                                | ut | pob | ner | por | gol+ | gol- | bod |
| -- | ----------------------------------- | -- | --- | --- | --- | ---- | ---- | --- |
| 1. | ASD Zlatko Celent (Split)           | 10 | 6   | 3   | 1   | 57   | 35   | 21  |
| 2. | Adriacink - Elektroprijenos (Split) | 10 | 6   | 1   | 3   | 55   | 50   | 19  |
| 3. | Narona (Metković)                   | 10 | 6   | 0   | 4   | 50   | 37   | 18  |
| 4. | Solin Salona Štit Markioli (Solin)  | 10 | 4   | 2   | 4   | 54   | 62   | 14  |
| 5. | Staševica (Staševica)               | 10 | 3   | 1   | 6   | 42   | 54   | 10  |
| 6. | Dubrovnik HP (Dubrovnik)            | 10 | 1   | 1   | 8   | 32   | 52   | 4   |

### Sjever
| mj | klub                            | ut | pob | ner | por | gol+ | gol- | bod |
| -- | ------------------------------- | -- | --- | --- | --- | ---- | ---- | --- |
| 1. | Osijek (Osijek)                 | 10 | 8   | 0   | 2   | 70   | 35   | 24  |
| 2. | Đakovo (Đakovo)                 | 10 | 8   | 0   | 2   | 63   | 38   | 24  |
| 3. | Sokol (Vinkovci)                | 10 | 7   | 0   | 3   | 59   | 50   | 21  |
| 4. | Požega 2000 (Požega)            | 10 | 4   | 0   | 6   | 57   | 63   | 12  |
| 5. | Virovitica (Virovitica)         | 10 | 1   | 1   | 8   | 45   | 77   | 4   |
| 6. | Donji Miholjac (Donji Miholjac) | 10 | 1   | 1   | 8   | 28   | 59   | 4   |

### Zapad
| mj | klub                    | ut | pob | ner | por | gol+ | gol- | bod |
| -- | ----------------------- | -- | --- | --- | --- | ---- | ---- | --- |
| 1. | Elab (Zagreb)           | 14 | 14  | 0   | 0   | 113  | 34   | 42  |
| 2. | Novi Marof (Novi Marof) | 14 | 9   | 1   | 4   | 81   | 54   | 28  |
| 3. | Lika Šport (Gospić)     | 14 | 8   | 0   | 6   | 82   | 80   | 24  |
| 4. | Prigorac (Jastrebarsko) | 14 | 6   | 0   | 8   | 63   | 83   | 18  |
| 5. | Telekom (Zagreb)        | 14 | 4   | 3   | 7   | 54   | 73   | 15  |
| 6. | Veterani (Karlovac)     | 14 | 4   | 2   | 8   | 62   | 74   | 14  |
| 7. | Visoko (Visoko)         | 14 | 4   | 0   | 10  | 76   | 116  | 12  |
| 8. | Ban Jelačić (Zaprešić)  | 14 | 4   | 0   | 10  | 35   | 49   | 12  |

### Razigravanje za prvaka II. HMNL
| mj | klub                      | ut | pob | ner | por | gol+ | gol- | bod |
| -- | ------------------------- | -- | --- | --- | --- | ---- | ---- | --- |
| 1. | AŠD Zlatko Celent (Split) | 2  | 2   | 0   | 0   | 14   | 5    | 6   |
| 2. | Osijek (Osijek)           | 2  | 1   | 0   | 1   | 10   | 11   | 3   |
| 3. | Elab (Zagreb)             | 2  | 0   | 0   | 2   | 6    | 14   | 0   |

## Poveznice
- Prva hrvatska malonogometna liga 2000./01.
- Hrvatski malonogometni kup 2000./01.